# Вулкан (Румъния)
Вижте пояснителната страница за други значения на Вулкан.
Вулкан (на румънски: Vulcan) е град в окръг Хунедоара, Румъния.
Населението му е 24 160 жители (2011 г.), а площта му е 87,31 кв. км. Намира се в часова зона UTC+2. По етнически признак населението се дели на: 90% румънци, 7% унгарци, 1% роми и 0,2% германци. Градът е кръстен на планински проход, а произхода на името е от българската/славянската дума вълк.